# دليلة المطيرات
دليلة المطيرات هي قرية تقع في محافظة مادبا شمال غربي الأردن.

## روابط خارجية
- صور دليلة المطيرات على المركز الأمريكي للأبحاث.